# Thomas Hunkeler
 Thomas Hunkeler (* 11. Mai 1965) ist ein Schweizer romanistischer Literaturwissenschaftler. Er ist seit 2005 Professor für Französische Literatur an der Universität Freiburg (Schweiz).

## Leben
Hunkeler studierte Französische Sprach- und Literaturwissenschaft, Geschichte und deutsche Literatur an der Universität Zürich. 1993 schloss er sein Studium mit dem Lizentiat ab. Ab 1994 war er Assistent und Lehrbeauftragter in Zürich. Er promovierte ebendort 1997 mit einer von Luzius Keller betreuten Arbeit über Samuel Becketts Frühwerk. Studienaufenthalte führten ihn an die Universitäten von Montpellier, Berkeley, Paris-IV, Paris-VII und Siena. 2003 habilitierte er sich wiederum in Zürich mit einer Arbeit über Maurice Scève. Seine wichtigsten Ansprechpersonen waren dabei Luzius Keller, Michel Jeanneret und Frank Lestringant. Von 2003 bis 2005 war er Assistenzprofessor in Zürich. Seit 2005 ist er ordentlicher Professor für Französische Literaturwissenschaft an der Universität Freiburg (Schweiz). Von 2006 bis 2010 war er zugleich Direktor des Instituts für Allgemeine und Vergleichende Literaturwissenschaft.
Er übernahm mehrere Ämter innerhalb der universitären Verwaltung: Er war Vizedekan der Philosophischen Fakultät (2007–2009), Senator (2009–2010) und Vizerektor (2011–2015) der Universität Freiburg.
Neben seiner Professur nahm und nimmt er eine Reihe von zusätzlichen Ämtern wahr. Er war bzw. ist u. a. Co-Präsident der Schweizerischen Gesellschaft für Theaterkultur (2010–2014), Präsident der Expertenkommission von Pro Helvetia (2012–2020), Verwaltungsrat des Institut d’études avancées de Nantes (IEA) (seit 2014), Präsident der Schweizerischen Gesellschaft für Allgemeine und Vergleichende Literaturwissenschaft (2015–2024), Mitglied der Jury des Zuger Übersetzer-Stipendiums (seit 2018), Präsident der Jury des Prix Michel-Dentan, mit dem französischsprachige Schweizer Autoren ausgezeichnet werden (seit 2019), und Vorstandsmitglied der Solothurner Literaturtage (seit 2023).

## Forschung
Hunkeler ist ein Spezialist für das Werk von Samuel Beckett. In seiner Dissertation Echos de l’égo hat er sich mit dem Verhältnis zwischen Subjekt, Sprache und dem Unbewussten anhand des Themas von Wiederholung und Differenz in Becketts Frühwerk beschäftigt, wobei die mythologische Gestalt Echo sich als poetologische Leitfigur herauskristallisierte, die zunehmend die Figur des Narziss ablöst. Daneben untersuchte er insbesondere das Verhältnis Becketts zum Surrealismus.
Ein weiteres Forschungsgebiet Hunkelers ist die Literatur der Renaissance, insbesondere das Werk Maurice Scèves. Dabei hat er u. a. die Darstellungen des Körpers in dieser Zeit und die literarische Gattung des Blasons untersucht. Auch über das Barocktheater (16. und 17. Jahrhundert) hat er geforscht.
Ausserdem hat er sich mit den Avantgarde-Bewegungen in der literarischen Moderne auseinandergesetzt und dabei insbesondere den unter dem propagierten Internationalismus versteckten Nationalismus dieser Bewegungen herausgearbeitet. Eine erste Bilanz dieser Forschungen erschien 2018 unter dem Titel Paris et le nationalisme des avant-gardes in Buchform.
Ein weiterer Schwerpunkt liegt auf der Gegenwartsliteratur und dem Gegenwartstheater, besonders auch der Literatur der Romandie. In diesem Bereich hat er u. a. Sammelbände zu Annie Ernaux, Éric Chauvier und Jean-Pierre Rochat herausgegeben.

## Veröffentlichungen (Auswahl)

### Monografien
- Echos de l’égo dans l’oeuvre de Samuel Beckett. L’Harmattan, Paris 1997, ISBN 2-7384-6090-9.
- Le vif du sens. Corps et poésie selon Maurice Scève. Droz, Genf 2003, ISBN 2-600-00861-6.
- Paris et le nationalisme des avant-gardes (1909–1924). Hermann, Paris 2018, ISBN 978-2-7056-9744-0.
- Le Masque de Hegel. Seuil, Paris 2025, ISBN 978-2-02-156912-4.

### Herausgeberschaft
- Le drame du regard. Théâtralité de l’oeuvre d’art? Peter Lang, Bern 2002, ISBN 978-3-906769-31-8.
- (Mithrsg.) Place au public! Les spectateurs du théâtre contemporain. MétisPresses, Genf 2008, ISBN 978-2-940406-05-0.
- mit Edith Anna Kunz: Metropolen der Avantgarde / Métropoles des avant-gardes. Peter Lang, Bern 2011, ISBN 978-3-0343-0347-7.
- mit Marc-Henry Soulet: Annie Ernaux. Se mettre en gage pour dire le monde. MétisPresses, Genf 2012, ISBN 978-2-940406-65-4.
- Paradoxes de l’avant-garde européenne. La modernité artistique à l’épreuve de sa nationalisation. Classiques Garnier, Paris 2014, ISBN 978-2-8124-3195-1.
- mit Julien Goeury: Anatomies d’une anatomie. Nouvelles recherches sur les blasons anatomiques du corps féminin. Droz, Genf 2018, ISBN 978-2-600-05864-3.
- mit Sophie Jaussi: Repenser l’histoire littéraire / Neue Formen der Literaturgeschichte (= Colloquium Helveticum. Nr. 52). Aisthesis, Bielefeld 2023, ISBN 978-3-8498-1933-0.
- mit Marc-Henry Soulet: Figures de la faiblesse. Épistémé, Lausanne 2024, ISBN 978-2-88915-607-8. (Open Access, PDF, 12,8 MB)

### Übersetzung
- Jeannette Fischer: La psychanalyse rencontre Marina Abramovic. Éditions des crépuscules, Paris 2023, ISBN 978-2-494-86805-2. (aus dem Deutschen)